# Sandgerði

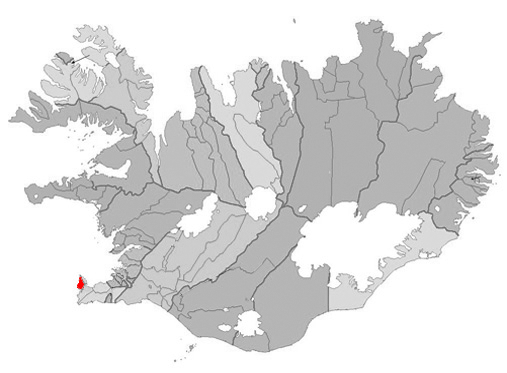
Sandgerði na mapě

Sandgerði je rybářské město na západě Islandu, nedaleko Keflavíku. Leží na poloostrově Reykjanes. V roce 2006 zde žilo 1 663 obyvatel. Zeměpisné souřadnice jsou 64°02' severní šířky a 22°42' západní délky. V roce 2018 byla sloučena se sousední obcí Garður do nově ustanovené obce Suðurnesjabær.